# Реймерсгольме
59°19′06″ пн. ш. 18°01′15″ сх. д. / 59.318333333333° пн. ш. 18.020833333333° сх. д.
Реймерсгольме (швед. Reimersholme) — острів у центрі Стокгольма, розташований на захід від Седермальма та на південь від сусіднього острова Лонггольмен. 
Станом на 2008 рік у Реймерсгольме проживали 2357 осіб
. 
що проживали в 1527 будинках із середнім річним доходом 306 500 шведських крон. 
Площа острова 16 га. 
З Седермальмом його сполучає міст. 
До 1798 року острів називався Ракнегольмен
, 
12% жителів мають іноземне походження. 
З Седермальмом сполучений мостом Реймерсгольмсбрун.
Перші будинки на Реймерсгольмі були побудовані в 1880-х роках. 
В 1860-х роках була заснована фабрика вовняних матеріалів «Stockholms Yllefabrik», де працювали в’язні з Лонггольмена 
. 
Після закриття фабрики в 1936 році її територію (північно-східну частину острова) викупив житловий кооператив HSB і забудував житловими будинками 
. 
В 1980-х роках на решті острова також були побудовані житлові будинки, які раніше належали заводу алкогольних напоїв «Reymersholms Spritförädlings AB» 
.